# Gianfranco Labarthe
Gianfranco Alberto Labarthe Tomé (Lima, 20 settembre 1984) è un ex calciatore peruviano, di ruolo attaccante.

## Carriera

### Club
Ha giocato nella prima divisione dei campionati peruviano e cipriota.

### Nazionale
Nel 2003 ha partecipato al campionato sudamericano Under-20.